# Marian Wiśniowski
Marian Wiśniowski (ur. 14 grudnia 1929, zm. 11 sierpnia 2007) – polski aktor teatralny, filmowy i telewizyjny, reżyser i pedagog. 

## Życiorys
Dyplom aktora dramatu uzyskał po ukończeniu Państwowej Wyższej Szkoły Aktorskiej w Łodzi w 1954 roku. Debiut teatralny w 1954 roku w roli Puka w Śnie nocy letniej Williama Shakespeare'a w Teatrze Powszechnym w Łodzi. 
Do wielu spektakli teatralnych, operowych i operetkowych układał szermierkę i techniki walki. Był wykładowcą w Państwowej Wyższej Szkole Muzycznej we Wrocławiu) oraz prowadził przewód na stopień adiunkta w Państwowej Wyższej Szkole Teatralnej w Krakowie.  

## Praca w teatrze
Występował w teatrach: 
- Teatr im. Stefana Jaracza w Olsztynie (1954–1955)
- Teatr Ziemi Opolskiej (1955–1957)
- Teatr Rozmaitości we Wrocławiu (1957–1964)
- Teatr Dramatyczny (Polski) we Wrocławiu (1958–1975)
- Teatr Dramatyczny (Kameralny) we Wrocławiu (1959–1967)
- Teatr Dolnośląski w Jeleniej Górze (1964–1965)
- Operetka Dolnośląska we Wrocławiu (1968)
- Teatr Powszechny w Warszawie (1975–1980)

## Ważniejsze role teatralne
- Sen nocy letniej (William Szekspir) jako Puk, Teatr Powszechny w Łodzi (premiera: 26 marca 1954)
- Panna Maliczewska (Gabriela Zapolska) jako Sekwestrator, Teatr im. Stefana Jaracza w Olsztynie (premiera: 11 czerwca 1954)
- Balladyna (Juliusz Słowacki) jako Chochlik, Teatr Ziemi Opolskiej (premiera: 1 grudnia 1955)
- Romeo i Julia (William Szekspir) jako Romeo, Merkucjo, Teatr Ziemi Opolskiej (premiera: 21 kwietnia 1956)
- Pułapka na myszy (Agatha Christie) jako Sierżant Trotter, Teatr Rozmaitości we Wrocławiu (premiera: 28 lutego 1957)
- Hamlet (William Szekspir) jako Laertes, Teatr Polski we Wrocławiu
- Singapore 69 (Krzysztof Gruszczyński) jako Selim, Teatr Polski we Wrocławiu (premiera: 22 lutego 1959)
- Pierwszy dzień wolności (Leon Kruczkowski) jako Jan, Teatr Polski we Wrocławiu (premiera: 3 maja 1960)
- Irkucka historia (Aleksiej Arbuzow) jako Wiktor Bojcow, Teatr Polski we Wrocławiu (premiera: 25 marca 1961)
- Otello (William Szekspir) jako Montano, Teatr Polski we Wrocławiu (premiera: 17 czerwca 1961)
- Świętoszek (Molier) jako Walery, Teatr Polski we Wrocławiu (premiera: 24 marca 1962)
- Sen nocy letniej (William Szekspir) jako Oberon, Teatr Polski we Wrocławiu (19 lipca 1963)
- Kariera Artura Ui (Bertolt Brecht) jako Ernesto Roma, Teatr Polski we Wrocławiu (22 października 1966)
- Sprawa Dantona (Stanisława Przybyszewska) jako Barère, Teatr Polski we Wrocławiu (premiera: 11 lutego 1967)
- Rzecz listopadowa (Ernest Bryll) jako Ojciec panny młodej, Teatr Polski we Wrocławiu (premiera: 15 listopada 1968)
- Don Juan (Molier) jako Don Alonzo, Teatr Polski we Wrocławiu (premiera: 20 lutego 1970)
- Wesele (Stanisław Wyspiański) jako Gospodarz, Teatr Polski we Wrocławiu (premiera: 14 listopada 1970)
- Księżniczka Turandot (Carlo Gozzi) jako Barach, Teatr Polski we Wrocławiu (premiera: 14 grudnia 1974)
- Burza (William Szekspir) jako Adrian, Teatr Powszechny w Warszawie (premiera: 16 listopada 1978)

## Wybrana filmografia i spektakle telewizyjne
- Popiół i diament (1958)
- Lotna (1959)
- Złoto (1961)
- Rękopis znaleziony w Saragossie (1964)
- Albertusy (1966) – spektakl telewizyjny
- Lalka (1968)
- Tylko umarły odpowie (1969)
- Sąsiedzi (1969)
- Protesilas i Laodamia (1969) – spektakl telewizyjny
- Don Juan czyli Kamienny Gość (1970) – spektakl telewizyjny
- Breinitzer albo tamta wina (1971) – spektakl telewizyjny
- Zbieg z Wyspy Św. Heleny (1972) – spektakl telewizyjny
- Droga (1973)
- Godzina za godziną (1974)
- Urodziny Matyldy (1974)
- Lis (1975) – film fabularny-telewizyjny
- Znaki szczególne (1976) − członek kierownictwa budowy portu
- Justyna (1978) – film fabularny-telewizyjny
- Najdłuższa wojna nowoczesnej Europy (1981)

Źródło: FilmPolski.pl.